# マルバヤハズソウ
マルバヤハズソウ Kummerowia stipulacea (Maxim.) Makino はマメ科の植物の1つ。ヤハズソウによく似ているが葉が倒卵形など、より丸い形となっている。

## 特徴
小柄な1年生の草本。茎は根元から多くの枝を分枝し、それぞれ斜めに伸びるか横に広がるように伸びる。茎は細いが強くて折れにくくなっており、その表面には上向きに伸びる伏せた毛がある。葉は互生し、茎にやや密集して付く。托葉は狭い卵形で先端は尖っている。葉の形は3出複葉で短い柄がある。小葉は倒卵形をしており、先端は凹んでおり、基部は鈍角のくさび形になっており、ごく短い柄がある。また主脈からははっきり目立つ支脈が多数、平行に走る。また葉の縁と中肋沿いにはやや立って出る白い毛がある。なお、葉の形に2形があるとの声もあり、それによると小葉の形が茎の上部では狭倒卵形、茎の下部では倒卵形、つまり茎の先側のものでは小葉がより幅狭くなっているという。
夏から秋にかけて花をつける。開花の時期は同属のヤハズソウよりやや遅い。花は葉腋に出て、小さな蝶形花で紅紫色をしているが、花弁があまり発達しない閉鎖花も着ける。小さな苞葉があって形は卵形をしている。萼は釣鐘型で先端は5つに割れており、それぞれの裂片の先端は丸い。雄しべは10本あるが、そのうちの9本は互いに合着しており、1本だけ離れている。果実は1個の種子のみを含む豆果である。豆果は萼から半分以上が姿を見せ、円形で扁平になっており、先端に小さな突起がある。また乾燥しても割れない。

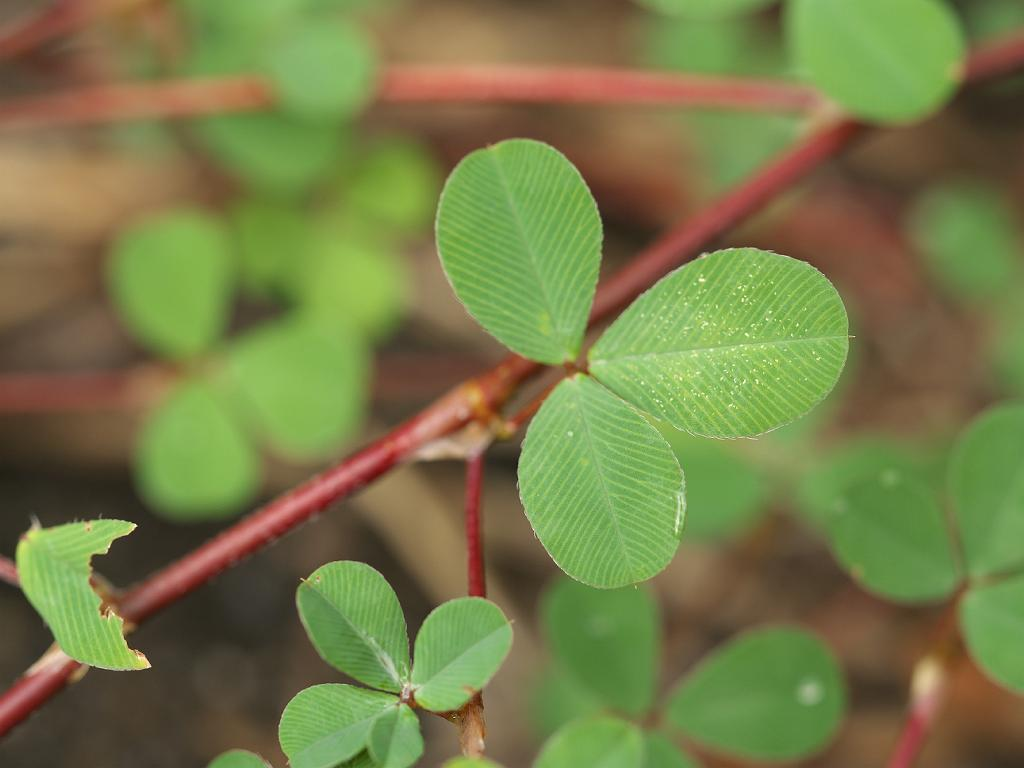
葉身の形
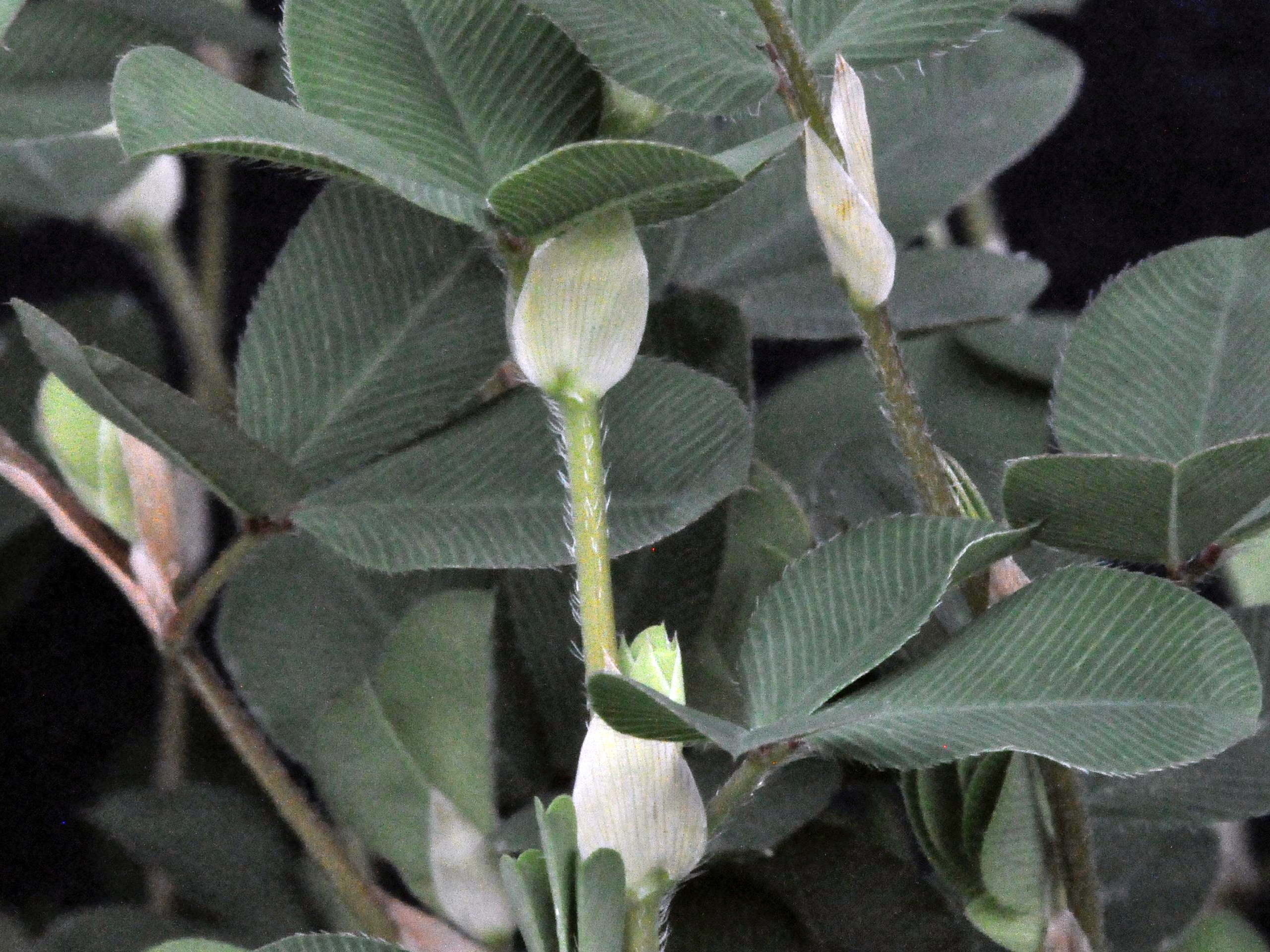
托葉と茎の毛
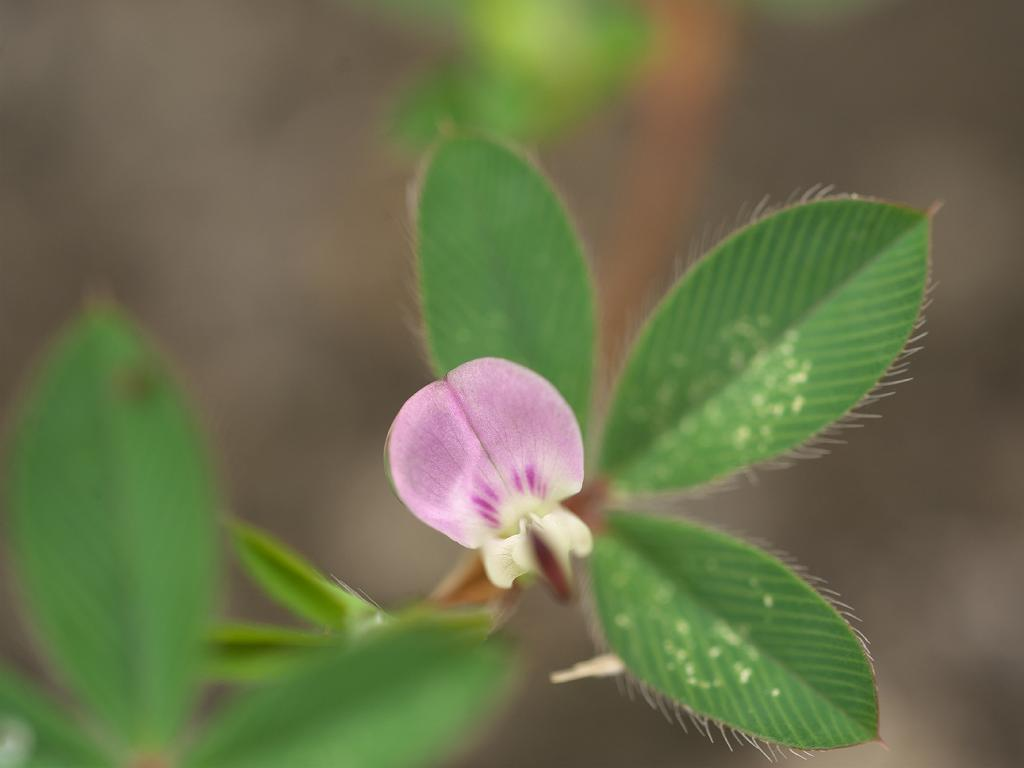
花、正面から
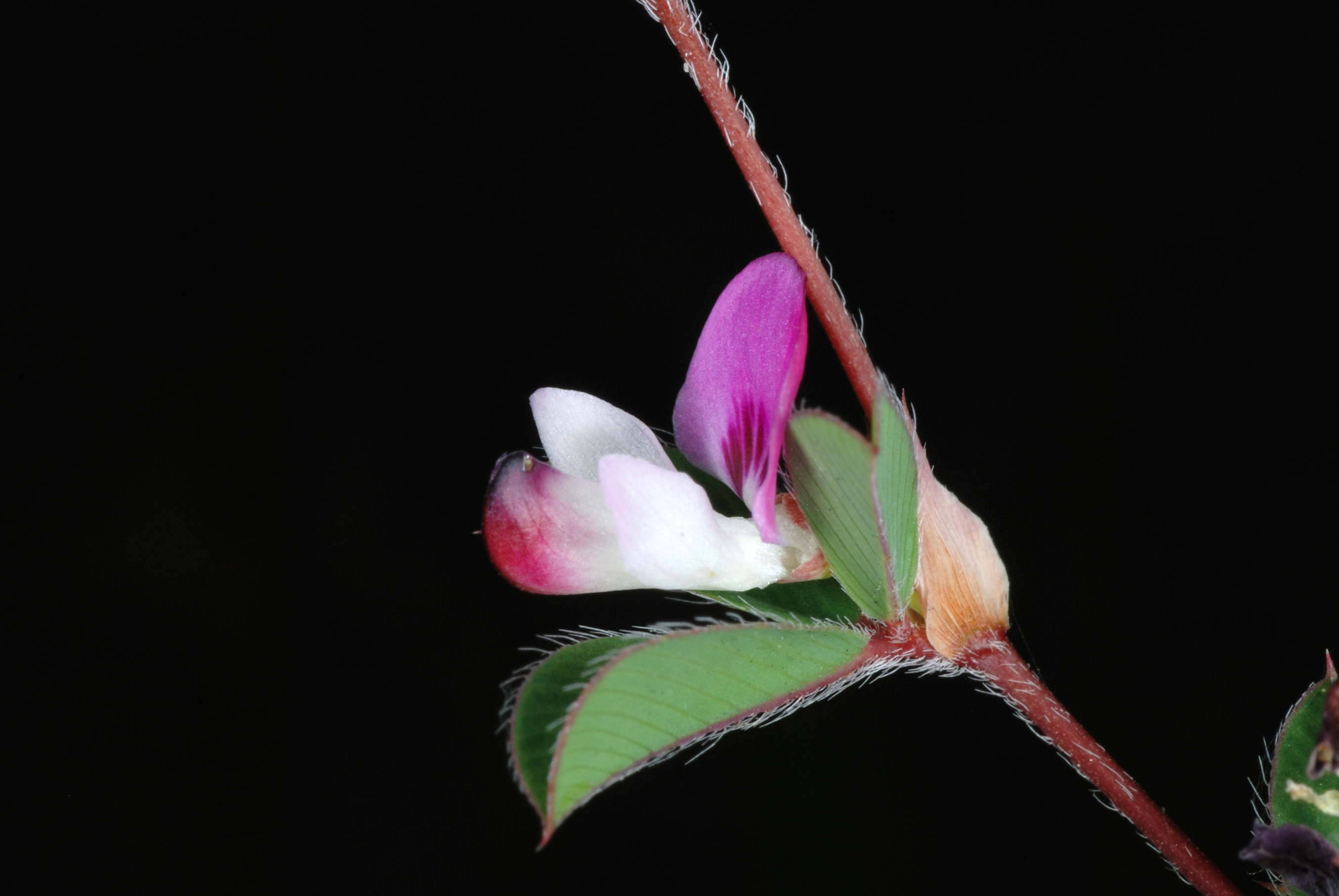
花、側面から

## 分布と生育環境
日本では本州から九州まで、国外では朝鮮半島、台湾、中国、ウスリーに分布し、また北アメリカに帰化している。
道ばたや原野などに普通に生える。河川敷にも見られ、関東地方では河川敷の貧栄養な礫質河原の植生区分としてマルバヤハズソウ-カワラノギク群集が識別されており、これは礫質で通常の増水では冠水しない場所に先駆的に見られ、カワラヨモギ-カワラサイコ群集に遷移してゆくものとされている。西日本では関東のように幅広い河川敷を持つ川が少なく、高知県の仁淀川では河道から離れたやや高いところの中礫に小礫や粗砂の混じる区域にマルバヤハズソウ群集が識別され、これには無印も入り交じるという。

## 分類など
本種を含むヤハズソウ属は従来はハギ属 Lespedza に含め、本種の学名は L. stipulacea が使われてきたが、分子系統の情報などから現在は独立の属とされている。この属には2種のみが含まれ、もう1種のヤハズソウ L. triata は日本のほぼ全国に分布する普通種で、往々に本種とも混生している。本種との違いとしては、この種では小葉の形が楕円形、つまり葉の中程でもっとも葉幅が広いのに対して本種では倒卵形、つまり葉のもっとも幅広い位置が先端寄りであること、小葉の先端がこの種ではやや尖り、本種では多少凹んでいること、茎に生える毛がこの種では下向き、本種では上向きであること、果実がこの種では先端が尖り、萼から少し顔を出すだけなのに対して本種では丸くて半分ほどがはみ出すこと、などが上げられる。

## 利害
ヤハズソウと共によく見かける雑草である。ヤハズソウは小葉の先を摘まんで引っ張ると側脈に沿ってちぎれて綺麗な三角形になる、という子供の遊びがあるが、本種もその性質を共有するのでおそらく同様に用いられていると思われる。
農業被害の話は聞かないが、芝生における雑草としては、例えばゴルフ場のラフでは本種や無印はそれなりにやっかいなものとされ、その防除の研究も行われている。また草丈の低い放牧地において牧草の生産力を向上させる方法として、マメ科植物を利用する方法があり、本種は放牧用の牧草として利用されている。

## 保護の状況
環境省のレッドデータブックでは指定がなく、また県別でも鹿児島県で準絶滅危惧の指定があるのみである。本種の分布域は本州から九州までで北海道と琉球列島を含んでいないので、本種はその分布域のほとんど全てで少なくとも希少ではない、との判断であるようである。